# Statistical Inference for Stochastics Processes
Statistical Inference for Stochastics Processes (en français : Inférence statistique pour les processus stochastiques) est une revue scientifique fondée en 1998 par le directeur de l'ISUP d'alors, Denis Bosq. 
Elle existe en version électronique.